# Lyng Sogn
Lyng Sogn ist eine Kirchspielsgemeinde (dän.: Sogn) im südlichen Dänemark. Das Kirchspiel entstand 2004 durch Aufteilung des Erritsø Sogn, der bis 1970 zur Harde Elbo Herred im damaligen Vejle Amt gehört hatte, danach zur Fredericia Kommune im erweiterten Vejle Amt. Seit der  Kommunalreform zum 1. Januar 2007 gehört die Kommune und damit auch das Kirchspiel zur Region Syddanmark.

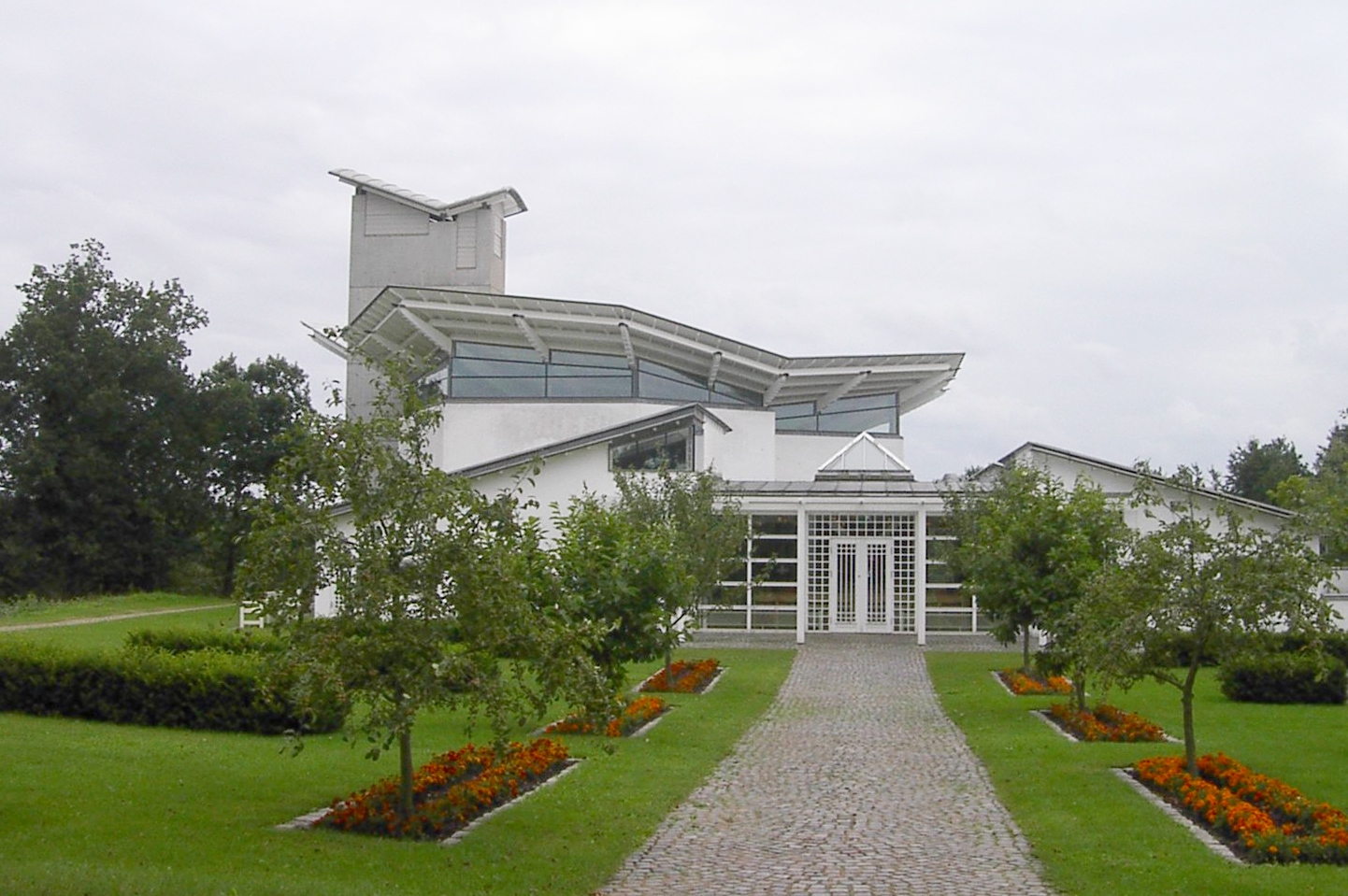
Lyng Kirke

Von den 41.243 Einwohnern von Fredericia leben 5266 im Kirchspiel (Stand:1. Januar 2023). Im Kirchspiel liegt die Kirche „Lyng Kirke“.
Nachbargemeinden sind im Westen Erritsø Sogn und an der Nordspitze des Gemeindegebietes Hannerup Sogn.